# ブラックマンバ
ブラックマンバ（学名：Dendroaspis polylepis）は、コブラ科マンバ属に分類される毒ヘビ。グリーンマンバの近縁種。特定動物。

## 分布
アフリカ大陸のサバンナに生息している。

## 特徴

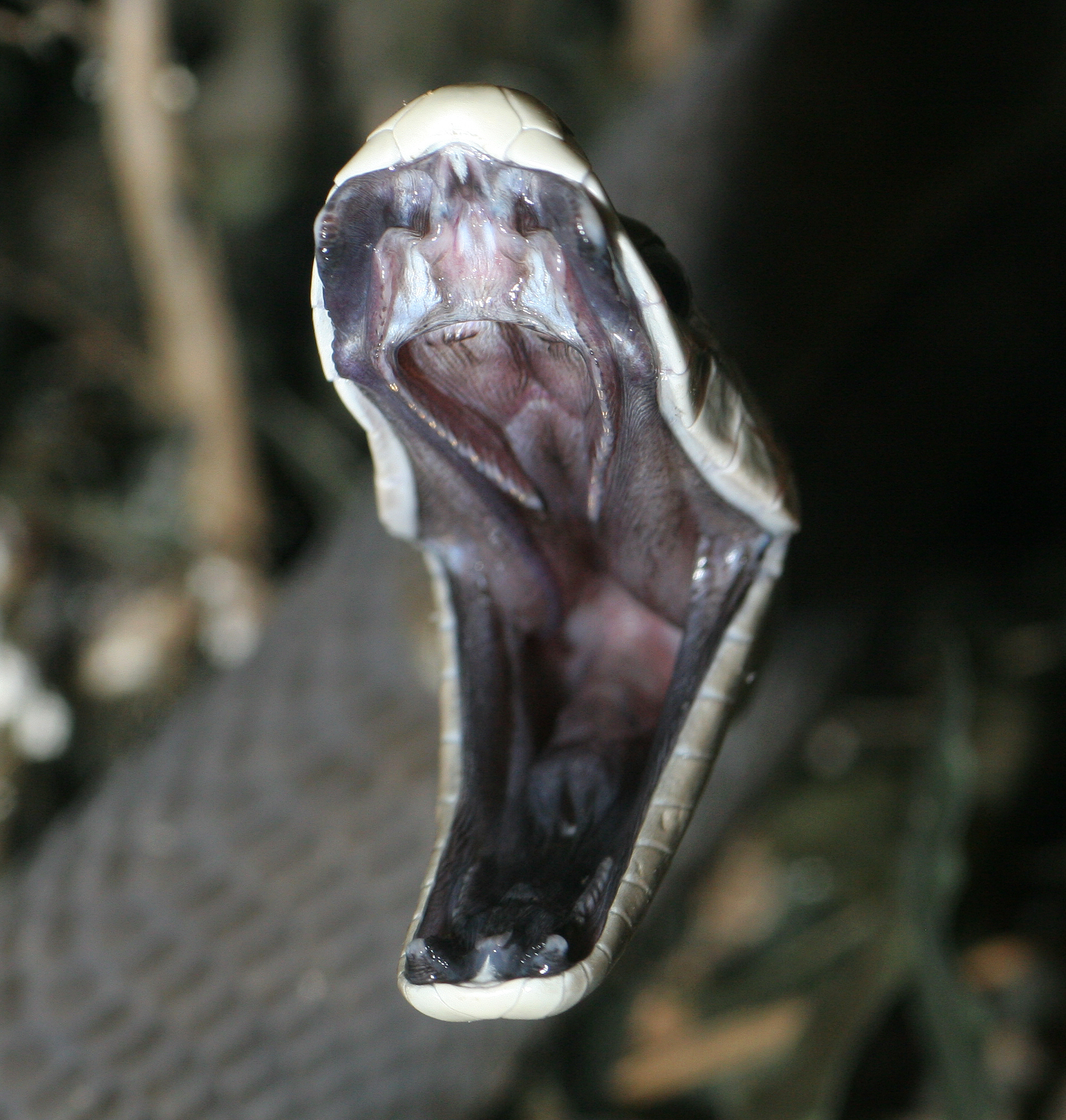
ブラックマンバの黒い口腔

全長は2-3メートルで、大型の個体は4.5メートルに達する。コブラ科ではキングコブラに次いで世界で2番目に長くなる。名前にブラック（黒）が付いているが、体色は灰色や褐色。体型は細長く、体重はそれほど重くならない。
名前の由来は口の中が黒いこと、ズールー語で「鱗」から来ている。

## 生態
サバンナに生息し、草原や森林、岩場などあまり環境を選ばずさまざまな環境で見られる。地面で日光浴をしていることもあり、地表性ではあるが、木登りも上手い。よく、馬よりも速く移動できるなどと言われることもあるが、事実ではない。たまたま馬上の人間が咬まれたことは過去にあったとしても、本種が馬より速く移動できるわけではない。実際の移動速度は時速16キロメートル（50メートルを11秒ほど）とされる。参考までに、小学校低学年の走力上位者は50mを9秒〜10秒程で走る。また、瞬発力も優れており、攻撃は素早く正確である。ドライバイト(毒が注入されない咬みつき)が殆どなく、噛まれた場合はほぼ確実に毒が注入される。	

### 毒
毒は非常に強く、ひと噛みすると100〜120mgほど量も多いうえに、あらゆるヘビ毒の中で最も即効性があり、回りも早い。致死量15mg。LD50は0.32mg/kg。神経毒ゆえに後遺症が残ることは少ないが、血清があり研究が進んでいるにも関わらず致死率は高く、未治療ならば100%に近いとされる。気性は荒いとされるが、多くの他のヘビと同じく人間を積極的に襲うことはない。しかし、ブラックマンバが危険を感じると強い攻撃性を示す。そのため麻酔を打って3分以内に採毒をしなければならない。専門家は世界で最も危険な毒ヘビにしばしば本種とタイパンを挙げる。以上の特徴により、アフリカでは非常に恐れられているものの、本種の生息密度の高い地域は人間の活動範囲とそこまで重ならないため、被害は比較的少ない。アフリカで最も犠牲者を出している毒ヘビは、Echis ocellatus（カーペットバイパーの近縁種）やパフアダーとされている。
食性は動物食で、小型哺乳類や小型鳥類などの温血動物を好んで捕食する。樹上の鳥の巣を襲うこともある。
繁殖形態は卵生で、1回に6-17個の卵を産む。

## その他
- TBSのテレビ番組『どうぶつ奇想天外!』では、チンパンジーの群れが1頭のブラックマンバの出現によって大パニックに陥るシーンが放映された。また、様々な動物を間近で、時には実際に手で触れて観察することで知られる動物学者の千石正一は「世界で一番こいつが気分的に怖いですね。とんでもない毒蛇ですよ」と評し、スタッフから「捕まえられますか？」と尋ねられたが「嫌だ嫌だ嫌だ。触るの嫌だ」と触ることを頑なに拒否するシーンも放映された。
- 映画『キル・ビル Vol.2』では、残酷な毒性が語られている[12]。劇中ではこのヘビに噛まれ、ごく短時間での死亡も描かれている。
- NBA選手の確実性の高いプレーで知られるコービー・ブライアントの愛称にもなっている。
- 映画『ジュマンジ/ウェルカム・トゥ・ジャングル』では、毒から逃れようとする主人公たちにより、素手で牙を抜き取られている。
- 日本では、ジャパンスネークセンター[13]と体験型動物園iZoo[14]でのみ飼育されている。過去には、草津熱帯圏でも飼育されていた[15]。